# Moraes e Pepeu
Moraes e Pepeu é o primeiro álbum da parceria entre os músicos baianos Moraes Moreira e Pepeu Gomes. Foi lançado pelo selo Warner Music em 1990.

## Faixas
| N.º | Título                 | Compositor(es)                            | Duração |  |
| 1.  | "A Lua e o Mar"        | Moraes Moreira, Pepeu Gomes e Fausto Nilo |         |  |
| 2.  | "Sonhar Sonhar"        | Moraes Moreira e Pepeu Gomes              |         |  |
| 3.  | "A Lua Dos Amantes"    | Moraes Moreira e Pepeu Gomes              |         |  |
| 4.  | "Zen Bahia"            | Moraes Moreira e Pepeu Gomes              |         |  |
| 5.  | "É Bom Suar"           | Moraes Moreira, Pepeu Gomes e Fred Góes   |         |  |
| 6.  | "Salseiro"             | Moraes Moreira e Pepeu Gomes              |         |  |
| 7.  | "Banda Cigana"         | Moraes Moreira e Pepeu Gomes              |         |  |
| 8.  | "Colégio de Aplicação" | Moraes Moreira e Galvão                   |         |  |
| 9.  | "Brasil Campeão"       | Moraes Moreira e Pepeu Gomes              |         |  |